# Шинянга
 Тази статия е за града в Танзания.  За административния регион вижте Шинянга (регион).  
Шинянга (на английски: Shinyanga или Schinjanga) е голям град с продълговата форма, административен център на едноименния регион в Северна Танзания. Намира се на 475 km северозападно от столицата Додома и на 165 km югоизточно от най-близкия голям град Муанза. Според официалното преброяване през 2002 г. населението му е 73 921 души, а по данни от 2010 г. е достигнал 107 362 жители. Градът е разположен на 1126 метра надморска височина.

## Население
Населението на Шинянга расте бързо. През 1978 градът е наброявал 20 439 жители, само 10 години след това през 1988 г. те нарастват до 46 802, а през 2002 г. в него живеят 73 921 души. През 2010 г. броят на жителите на града е достигнал 107 362 души. Преобладаващото население е от племената сукума, сумбуа и нямуези. Тук са се заселили доста индийци и има голяма диаспора от араби, което е довело до нарастване на броя на мюсюлманите в Шинянга.

## Климат
Климатът на района се характеризира с два сезона – сух и дъждовен. През сухия сезон, достигащ върховата си точка през октомври, градът потъва в прах, водата и дървата са оскъдни и не достигат, а растителността е представена само с кактуси и сухоустойчиви растения. От сушата кладенците и реките пресъхват, а жените и децата трябва да ходят на все по-далечни разстояния за да донесат вкъщи вода и дърва за битови нужди. Заболяванията, причинени от недостиг на вода зачестяват.

## Градска среда
По-голямата част от сградите и улиците на Шинянга са в лошо състояние. Повечето са построени в периода 1940 – 1950 г., когато в близост до града започва добив на злато и диаманти. По това време много европейци, главно от Великобритания, пристигат тук във връзка с разработването на мините. Златото се добива в открити мини, а до диамантената достига железопътна линия с три разклонения. През 60-те години тя е била процъфтяваща и богата, край нея са построени болница, църкви, супермаркет, училища, които са били ползвани от европейците, обслужващи двете мини. През 2009 г. диамантената мина е закупена от корпорацията Midex Gold и все още функционира, въпреки че добивът е много по-нисък отколкото при разкриването ѝ.
Районът е много известен с производството на памук и все още остава важен пазарен център за тази суровина. Има няколко предприятия за неговата преработка. Околностите постепенно са обезлесени, а дървеният материал е използван за гориво и строителство. Сега около града почти няма дървета, а самият той се е превърнал в горещо, сухо и прашно място.
В града няма големи магазини, но съществуват много на брой малки магазинчета, които продават буквално всичко. Преобладаващи са тези за дрехи, а някои изнасят пред магазините си шевни машини за бързо обслужване.
В Шинянга функционират няколко малки хотела – „Шинянга“, разположен до жп гарата с бар в градината и ресторант, New Butiama близо до него, „Муолека“ и „Нанси“ до автобусната спирка и още няколко.
В края на града се намират останките от зоологическа градина, единственият останал обитател на която е един крокодил. Кафенето и барът до нея не работят, но мястото традиционно се използва за разходки, особено когато цъфнат дървета, оцелели след масовата сеч. Тук могат да се видят и няколко млади абаносови дръвчета. Зад зоологическата градина се разполага малкото езеро Нингуа, което често се посещава от любители рибари през дъждовния сезон.
В града живеят голямо количество птици от най-различни видове. Птиците марабу през размножителния си период гнездят във всяко акациево дърво, което намерят. В големите жеги възрастните правят сянка на малките с крилата си. Птиците каня често се спускат и крадат храна от пазарите и магазините или просто от улиците.

## Икономика
Традиционно, жителите на Шинянга изкарват прехраната си със земеделие. Основните селскостопански продукти са памук, царевица и ориз. Производството и преработката на памук е един от водещите отрасли в града. Освен конци и тъкани от него се произвежда и масло. Когато е рафинирано, памучното масло може да се консумира от хората както всички останали растителни масла. За преработката на памука в града е построена фабрика за производство на пречистено масло от памук с капацитет 5000 тона годишно. Друг завод е този за пречистване, преработка и опаковане на зърна от нахут. Танзания произвежда около 30 000 т. нахут годишно, който се отглежда основно в районите Шинянга и Муанза.
В града е организирано малко предприятие за производство на плугове, ръчни инструменти и аксесоари за велосипеди. Друго предприятие произвежда строителни колички и машини за производство на тухли. В Шинянга се произвеждат и волски каруци с пневматични гуми, които все повече се налагат в превоза на памук и селскостопанска продукция от селата към града. Транспортът се извършва обикновено от частни лица, които имат по няколко волски каруци и по този начин изкарват прехраната си.
По пътя към гр. Муанза е построен голям месокомбинат, който никога не е функционирал. Животните все още се превозват живи в железопътни вагони до кланицата в Дар ес Салаам.

## Транспорт
През Шинянга минава главната железопътна линия, която свързва двата най-големи града в страната – Дар ес Салаам и Муанза. Влаковете винаги спират в града, въпреки че разписанието им рядко се спазва.
Градът е свързан чрез шосейната мрежа на страната с близките градове. Автогара няма, но няколко пъти на ден от хотел „Нсимба“ тръгват автобуси към Муанза. Пътищата в околността са в лошо състояние и затова разстоянието от 165 km до Муанза отнема около 4 часа през сухия сезон и доста повече през дъждовния, в зависимост от климатичните условия. Рейсовете на Mombasa VIP Raha изминават този път за около три часа.
На североизток от града се намира малко цивилно летище с географски координати 33°26’0”E и 3°40’0”S. Летището е на 732 km по въздух от най-голямото международното летище на Танзания – „Муалиму Дж. К. Ниерере“ в Дар ес Салаам. Изградено е на 1180 m надморска височина и разполага с една писта без настилка с дължина 1390 m. До и от летището няма редовни полети, но често се извършват чартърни.

## Образование
Шинянга е един от най-бедните райони с най-слабо развитото образование. От учителите често се очаква да се справят с класове от по 100 деца. Не достигат класни стаи и чинове. Между учениците съществува полово неравноправие – когато местата не достигат, момичетата са тези, които седят на пода. Ако доходите в семейството са недостатъчни, момичетата не се изпращат на училище. Много от децата постъпват с ограничени или никакви познания по суахили, а преподаването се извършва на този език. Само 20% от децата завършват начално образование. От 2003 г. в Шинянга е открито учебно заведение за обучение на учители и ментори, обхващащо 2000 студенти. Създаден е и функционира и голям колеж, разположен по пътя към стадиона.
В града е изграден център за професионално обучение със следните специалности: Дърводелство и дограма, Електрически инсталации, Механика на офис машини и Шофиране на камиони.

## Спорт
В Шинянга е изграден големият стадион Kamborage. Както на него, така и на многобройните спортни игрища из града се играе главно футбол, който тук е много популярен.

## Водоснабдяване и канализация
Поради тежките суши липсата на водоснабдяване и канализация оказват много сериозно влияние върху живота и здравето на населението в града. Дневно се използват по 9500 m3 вода при необходимост от 14 500 m3, което означава, че са покрити само 65% от нуждите от вода на градското население. Не всеки ден има вода, а когато все пак се появи, тя е толкова мътна, че трябва да се преварява и филтрира преди употреба. Водопречиствателната система, изградена от германците в средата на 80-те години на миналия век вече не функционира. В Шинянга няма изградена канализационна система.
Водоснабдителната мрежа на града се захранва от два вида водоизточници – от подпочвени и повърхностни води. Основното количество идва от язовир Ning’hwa, разположен на 15 km от града, който осигурява над 75% от общото дневно количество от всички източници. Максималните възможности за снабдяване на града от него възлизат на 10 000 m3. Подземните води се добиват от 34 сондажа, разположени в различни части на Шинянга, 24 от които са в сравнително добро състояние. Максималният дневен добив от тях при най-благоприятни условия е 3905 m3, като те доставят около 25% от водата на града.
През 2008 г. се разработва проект за проучване, надзор и преустройство на водоснабдителната и канализационните мрежи на града. Той включва прокарването на нови 100 km водоснабдителни тръби, които да обхванат и необслужените до този момент райони. В частта за канализация са включени 120 km тръбопроводи, които да послужат за отвеждане на отпадните води от цялата територия на разрастващия се град. Подготвено е място за изграждане на пречиствателните съоръжения. Разработва се и друг проект за водоснабдяване, при който се използват водите от ез. Виктория. Той ще може да покрие нуждите на целия град и още 54 села по пътя на водопровода. Изпълнението му е предвидено да завърши през 2025 г. Това ще даде тласък на развитието на икономиката в Шинянга, която сега е силно зависима от недостига на вода.

## Суеверия
Голяма част от хората в областта около Шинянга винаги са вярвали в магьосничество, въпреки че това е било преследвано от немските и британските колонизатори. След обявяване на независимостта на Танзания магьосничество отново излиза на преден план. Страхът от вещици и алчността стават причина често да се организират убийства на възрастни жени. Вярва се, че те са вещици, отговорни за бедите на приятели и роднини. Североизточно от града се намира диамантената мина на Де Беерс, а поверията твърдят, че тези жертви ще донесат щастие в усилията на миньорите да открият богатството. Много пъти млади хора извършват убийства на възрастни, главно жени, с вярата, че това ще им донесе късмет и благосъстояние. Поради тази причина в град Шинянга често срещана е гледката на бездомни възрастни жени, потенциални жертви на обвинения в магьосничество и застрашени от убийство. За да избегнат такава участ много възрастни хора от селата бягат в града, където преживяват последните си дни без подслон и елементарни удобства. Организацията LOHADA е изградила в Шинянга нещо като лагер, където тези хора получават храна един път дневно и медицински грижи, когато е необходимо.